# Leschukonskoje
Leschukonskoje (russisch Лешуко́нское) ist ein Dorf (Selo) in Nordwestrussland. Es gehört zur Oblast Archangelsk und hat 4406 Einwohner (Stand 14. Oktober 2010). Es ist Verwaltungszentrum des Leschukonski rajon.

## Geographie

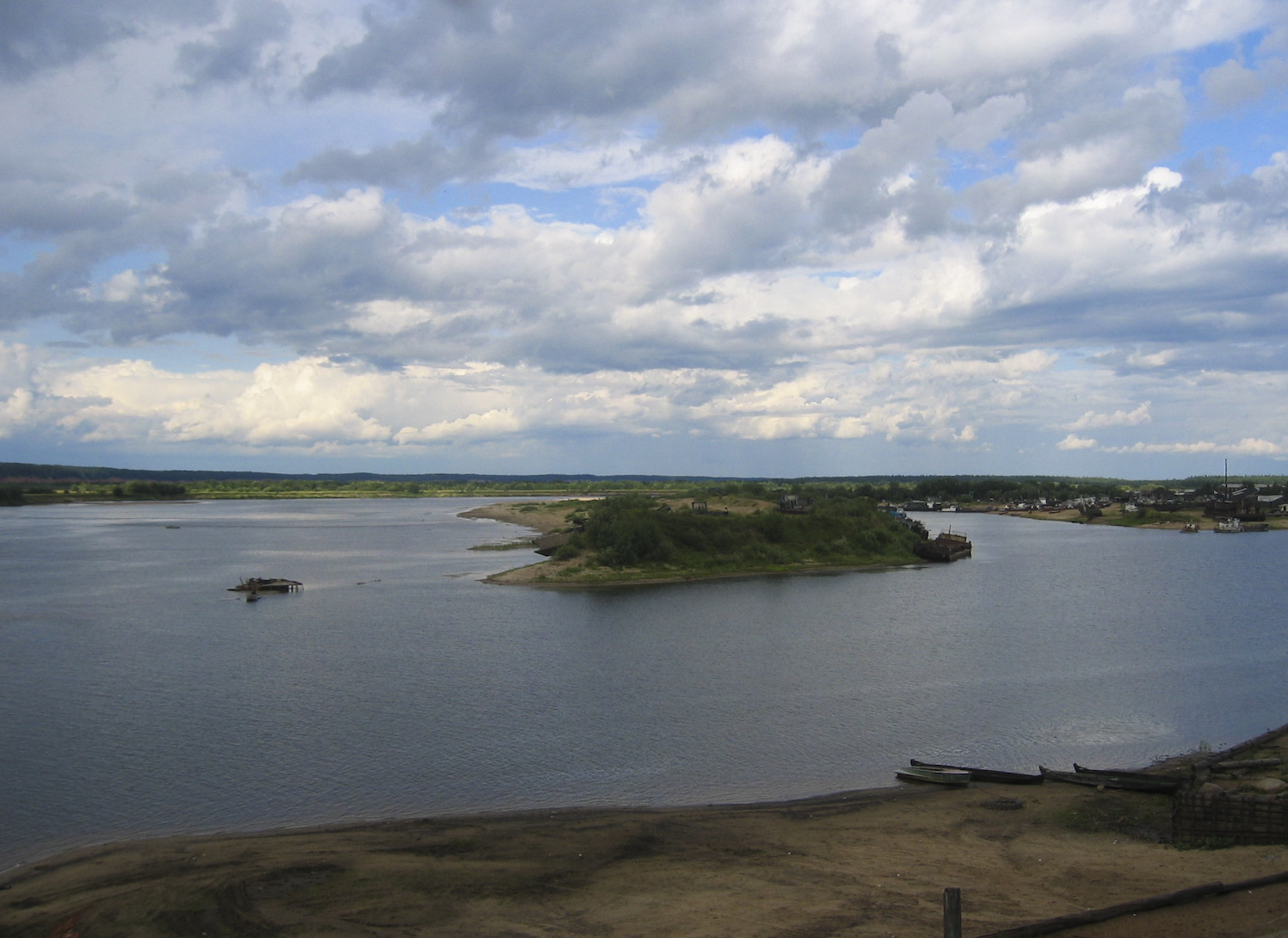
Blick über die Waschka auf Leschukonskoje

Leschukonskoje liegt etwa 250 km östlich der Oblasthauptstadt Archangelsk. Es befindet sich linksseitig des Flusses Waschka, etwa zwei Kilometer vor deren Mündung in den Fluss Mesen entfernt. Die nächstgelegene Stadt ist der, etwa 125 km nördlich von Leschukonskoje, an der Mündung des gleichnamigen Flusses gelegene Ort Mesen.

## Geschichte
Im Jahr 1641 wurde das Dorf erstmals als Zentrum der Wolost Ust–Waschka (Усть-Вашка) erwähnt. Mit Gründung des Leschukonski rajon im Jahr 1929 wurde Leschukonskoje zu dessen Zentrum.
Seit 2004 ist der Ort Verwaltungszentrum der gleichnamigen Landgemeinde Leschukonskoje (Муниципальное образование «Лешуконское»), die neben Leschukonskoje zehn Dörfer (Beresnik, Bolschaja Nissogora, Jedoma, Karaschtschelje, Malaja Nissogora, Melospolje, Pylema, Russoma, Smolenez und Uschtschelje) mit insgesamt 4.693 Einwohnern (Stand 2010) umfasst.

### Einwohnerentwicklung
Die folgende Übersicht zeigt die Entwicklung der Einwohnerzahlen von Leschukonskoje.
| Jahr | Einwohner |
| ---- | --------- |
| 1939 | 1.459     |
| 1959 | 4.198     |
| 1970 | 4.790     |
| 1979 | 5.583     |
| 1989 | 6.199     |
| 2002 | 5.003     |
| 2010 | 4.406     |

Anmerkung: Volkszählungsdaten

## Wirtschaft und Infrastruktur
Wie in allen Teilen des Rajon, ist auch in Leschukonskoje der wichtigste Industriezweig die Forstindustrie, sowie holzverarbeitende Betriebe. Am westlichen Rand des Dorfes befindet sich der Flughafen Leschukonskoje (Аэропорт Лешуконское). Seit 1984 befindet sich in Leschukonskoje das Historische Heimatmuseum Leschukonskoje (Лешуконский районный историко-краеведческий музей). Des Weiteren ist der Ort unter anderem in Besitz einer Musikschule sowie einer Bibliothek.